# Coppa del Baltico 1997
La Coppa del Baltico 1997 è stata la 17ª edizione della competizione, la 7ª dalla reistituzione di questa manifestazione nel 1991 a seguito del collasso dell'Unione Sovietica.
La nazionale padrona di casa, la Lituania, ha vinto il trofeo per la settima volta.

## Formula
La formula è quella tradizionale della manifestazione, che prevede un girone all'italiana con partite di sola andata tra le tre formazioni partecipanti.
Le partite sono state tutte giocate al Žalgirio stadionas di Vilnius, capitale della Lituania.

## Classifica finale
| Pos. | Squadra  | Pt | G | V | N | P | GF | GS | DR |
| ---- | -------- | -- | - | - | - | - | -- | -- | -- |
| 1.   | Lituania | 6  | 2 | 2 | 0 | 0 | 3  | 1  | +2 |
| 2.   | Lettonia | 3  | 2 | 1 | 0 | 1 | 2  | 2  | 0  |
| 3.   | Estonia  | 0  | 2 | 0 | 0 | 2 | 2  | 4  | -2 |

## Risultati
| Arbitro: | Lajkus |

|                                   |           |          |
| Morinas 35’ Suliauskas 69’ (rig.) | Marcatori | 77’ Reim |

| Arbitro: | Dubinskas |

|             |           |                         |
| Kristal 15’ | Marcatori | 30’ Babičevs 50’ Pahars |

| Arbitro: | Timofeyev |

|             |           |  |
| Ramelis 66’ | Marcatori |  |